# Roullet-Saint-Estèphe
Roullet-Saint-Estèphe ist eine westfranzösische Gemeinde mit 4334 Einwohnern (Stand 1. Januar 2022) im Département Charente in der Region Nouvelle-Aquitaine.

## Lage
Roullet-Saint-Estèphe liegt etwa 15 Kilometer (Fahrtstrecke) südwestlich von Angoulême in der Kulturlandschaft des Angoumois in einer Höhe von etwa 50 Metern ü. d. M. Die Charente begrenzt das Gemeindegebiet im Norden.

## Bevölkerungsentwicklung
| Jahr      | 1962 | 1968 | 1975 | 1982 | 1990 | 1999 | 2006 | 2016 |
| Einwohner | 1354 | 1538 | 2304 | 2953 | 3378 | 3525 | 3662 | 4257 |

Im 19. Jahrhundert stieg die Einwohnerzahl der Gemeinde von etwa 900 auf zeitweise über 1400 an; die Reblauskrise im Weinbau und die Mechanisierung der Landwirtschaft führte zu einem Bevölkerungsrückgang auf etwa 1200 in der ersten Hälfte des 20. Jahrhunderts. Die Nähe zum Großraum Angoulême und die vergleichsweise günstigen Immobilienpreise sorgten für einen erneuten Anstieg der Bevölkerung in den letzten Jahrzehnten.

## Wirtschaft
Die Einwohner der Gemeinde lebten jahrhundertelang von der Landwirtschaft; in der frühen Neuzeit kamen mehrere mit Wasserkraft betriebene Getreide-, Öl- und Papiermühlen hinzu. Die Böden der Gemeinde gehören zu den Fins Bois des Weinbaugebietes Cognac, doch wird in der dichtbesiedelten Region um Angoulême kaum noch Wein angebaut.

## Geschichte
Roullet (alte Namen Roreto oder Rolero) gehörte im Früh- und Hochmittelalter lange Zeit zum Grundbesitz der Abtei von Saint-Cybard in Angoulême, bis es im 12. Jahrhundert zunächst der Kathedrale von Angoulême und später dann der Abtei von La Couronne angegliedert wurde.

## Sehenswürdigkeiten

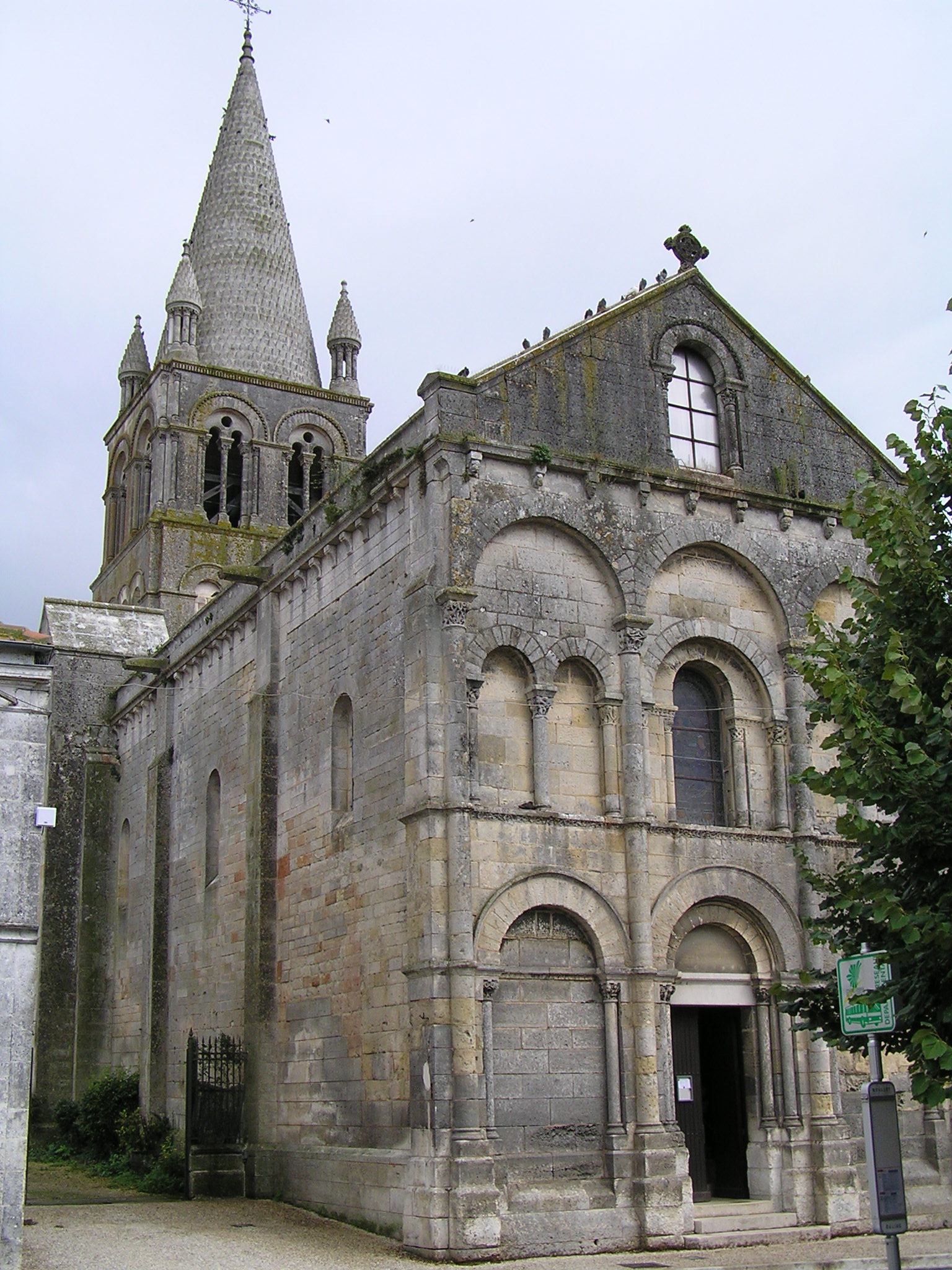
Roullet – Kirche Saint-Cybard

- Die romanische Pfarrkirche Saint-Cybard von Roullet ist ein einschiffiger Bau des 12. Jahrhunderts, dessen Vierungsturm und Westfassade im ausgehenden 19. Jahrhundert von Paul Abadie grundlegend restauriert wurden; vor allem der 1872 von einem Blitzschlag weitgehend zerstörte Vierungsturm wurde zwar nicht originalgetreu, aber dennoch imposant wiederhergestellt, wobei die vier Ecklaternen mit ihren Schindelimitationen freie Hinzufügungen des Architekten darstellen. Die Westfassade zeigt in der Portalzone ein Triumphbogenschema mit seitlichen Blendportalen, das sich in der darüber befindlichen Arkadenzone ansatzweise wiederholt. Der im Äußeren eher unscheinbare Bau überzeugt im Innern durch eine reiche architektonische Gliederung durch Halbsäulenvorlagen, die sich bereits im – von Kuppeln überdeckten – Langhaus, vor allem aber im ebenfalls von einer Trompenkuppel gedeckten Bereich der Vierung zu frühen Bündelpfeilern gruppieren. Chorjoch und Apsis sind von Blendarkaden mit kleinen Fensteröffnungen umstellt. Bemerkenswert ist der reichhaltige Kapitellschmuck mit vegetabilischen und figürlichen Motiven. Der Kirchenbau gilt insgesamt als verkleinertes Abbild der Kathedrale von Angoulême und wurde bereits im Jahr 1840 als Monument historique[1] eingestuft.
- Die Kirche Saint-Estèphe im Ortsteil Saint-Estèphe (45° 34′ 46″ N, 0° 0′ 53″ O) ist ein Bau des 12. und 13. Jahrhunderts mit einem imposanten Vierungsturm mit original erhaltener Schindelimitation. Das von zwei seitlichen Strebepfeilern begleitete äußerst schlichte archivolten- und säulenlose Westportal führt in das einschiffige und von einem Tonnengewölbe mit Gurtbogenunterzügen bedeckten Langhaus; lediglich über der Vierung spannt sich eine auf Trompen ruhende Kuppel. In die Nordwand des Langhauses eingelassen ist ein außergewöhnliches romanisches Taufbecken, dessen Frontplatte mit einem Zahnschnittfries und einem Tatzenkreuz geschmückt ist. Der Kirchenbau wurde im Jahr 1923 als Monument historique[2] eingestuft.

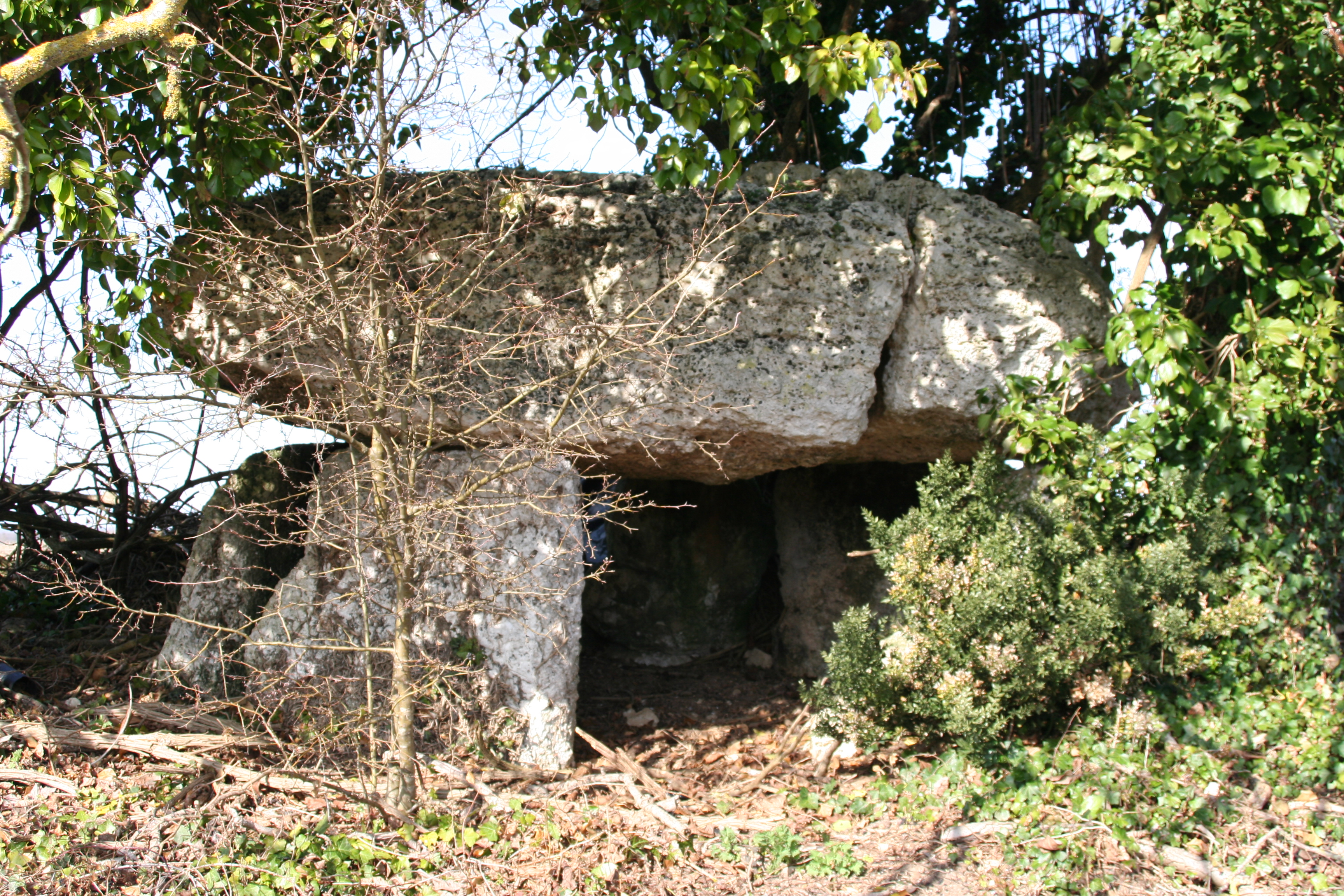
Dolmen de la Boucharderie

- Der zweigeschossige Landsitz Domaine de la Forêt (45° 33′ 34″ N, 0° 0′ 20″ O) stammt aus dem ersten Viertel des 19. Jahrhunderts. Er befindet sich in Privatbesitz und ist seit 1992 als Monument historique[3] anerkannt.
- Die Megalithanlage Dolmen von La Boucharderie befindet sich im Ortsteil Saint-Estèphe (45° 33′ 30″ N, 0° 1′ 32″ O). Das aus Kalksteinblöcken errichtete Bauwerk ist seit 1927 als Monument historique[4] eingestuft.

## Gemeindepartnerschaft
Mit der spanischen Gemeinde Cadrete in der Provinz Saragossa (Aragon) besteht eine Partnerschaft.